# Chaponost
Chanopost es una comuna francesa situada en el departamento de Ródano, de la región de Auvernia-Ródano-Alpes. Pertenece a la aglomeración urbana de Lyon.
Está integrado en la comunidad de comunas de la Vallée du Garon.

## Geografía
Está ubicada en el suroeste de Lyon.

## Monumentos
Chaponost es conocido por sus vestigios de acueductos romanos.

## Demografía
| 3 143 | 3 638 | 4 632 | 5 278 | 6911 | 7 832 | 7 972 | 8 436 |
| Para los censos de 1962 a 1999 la población legal corresponde a la población sin duplicidades (Fuente: INSEE [Consultar]) |       |       |       |      |       |       |       |